# Aspitates impuncta
Aspitates impuncta là một loài bướm đêm trong họ Geometridae.